# 307 Nike
A 307 Nike a Naprendszer kisbolygóövében található aszteroida. Auguste Charlois fedezte fel 1891. március 5-én.